# Echeveria tencho
Echeveria tencho là một loài thực vật có hoa trong họ Crassulaceae. Loài này được Moran & C.H.Uhl mô tả khoa học đầu tiên năm 2005.